# VOICE NOVA
『VOICE NOVA』（ヴォイス ノーヴァ）は、2006年2月22日にビクターエンタテインメントから発売された荻野目洋子初のカバー・アルバム。

## 概要
荻野目自身がセレクトした洋楽を、ボサノヴァ・アレンジでカバーした。
長女・次女の出産を経て『Chains』以来8年ぶりの新録作品となりアルバム発売記念招待ライブも行われた。

## 収録曲
1. I Love Your Smile
music & words：Jarvis Larue Baker, Sylvester Jackson, Narada Michael Walden, Shanice Wilson
Arranged：Yutaka Kaburaki
シャニースのカバー[4]。
2. De Do Do Do De Da Da Da
music & words：Sting
Arranged：Yutaka Kaburaki
ポリスのカバー[5]。
3. Part-Time Lover
music & words：Stevie Wonder
Arranged：Yuichiro Hiraoka
スティーヴィー・ワンダーのカバー[6]。
4. Girls Just Want To Have Fun
music & words：Robert Hazard
Arranged：Yutaka Kaburaki
シンディ・ローパーのカバー[7]。
5. Conga
music & words：Enrique Garcia
Arranged：Yuichiro Hiraoka
マイアミ・サウンド・マシーンのカバー[8]。
6. Merry Jane
作詞：Christpher Lyn（蓮見不二男）　作曲：つのだ☆ひろ
Arranged：Masanori Kamide
つのだ☆ひろのカバー[9]。
2005年10月にGATE RECORDSから発売されたコンピレーション・アルバム『COVER LOVER Vol.2 BOSSA de DISCO』に収録された楽曲[10]。